# Octava Dies
Octava Dies è un magazine televisivo settimanale (durata 25 minuti), il primo notiziario televisivo realizzato interamente dal Centro Televisivo Vaticano, nato nell'aprile 1998, e arrivato a 737 numeri (12 ottobre 2013). Correntemente ritrasmesso dalle reti cattoliche italiane e dall'agenzia APTN in versione "natural sound" in tutto il mondo; in versione italiana e inglese la trasmissione si trova anche sul sito internet del Centro Televisivo Vaticano (CTV) e viene programmata su CTV ogni domenica alle 12.30 dopo l'Angelus.
La trasmissione informa sulle attività di Papa Francesco e della Santa Sede, con riprese ambientate in Vaticano e in altri luoghi visitati dal Papa nel corso del suo ministero, come anche le esperienze più significative della comunità ecclesiale. In 25-29 minuti, quattro servizi e un approfondimento raccontano le attività del Papa, le iniziative della Santa Sede e i principali avvenimenti mondiali visti dal cuore della Chiesa. Completano Octava dies l'editoriale del direttore monsignor Dario Edoardo Viganò, alcune notizie flash, le udienze del Papa e gli appuntamenti vaticani della settimana.
Viene trasmesso in Italia sul digitale terrestre, e via satellite, anche in tutta Europa, da Telepace ogni sabato, alle 15.30 e alle 21.10 e la domenica alle 12.20,  e da Teleradio Padre Pio il sabato alle 20.15 e domenica alle 12.45. E viene rilanciato sul digitale terrestre anche da decine di televisioni cattoliche in Italia.
È trasmesso in Europa da KTO (Francia), Kephas Tv (Svizzera-Austria), Tv Toledo, Tv Gibilterra, Tv Slovacca, DUNA Ungheria, TVP Polonia, Tv Malta, TMT (Spagna), Popular Tv (Spagna), TRWAM Tv (Polonia). Nella versione inglese, è trasmesso negli Usa da Ewtn e Boston Catholic Television, in quella spagnola in Spagna da Tv Alicante e Cetelmon Tv e in Argentina da Nueva Imagen e Canal 7, in quella portoghese in Brasile da Redevida e Cançao Nova. 
È trasmesso in tutto il mondo dall'agenzia televisiva APTN (con 1500 reti televisive clienti nei cinque continenti), e quindi rilanciato dalle tv pubbliche Cilena, Croata, Irlandese, Peruviana, Polacca, Portoghese, Slovena, e Ungherese.
L'audio di Octava dies è trasmesso ogni domenica alle 11.20 su “105FM, Radio Vaticana in diretta”, su Roma e provincia, e via satellite.